# Ectogonia
Ectogonia é um gênero de traça pertencente à família Arctiidae.